# Mias hemlighet
Mias Hemlighet är en dokumentärroman av Maria Eriksson utgiven 2005 på Ordupplaget. Boken som är den tredje – efter Gömda och Asyl – om Maria Erikssons liv på flykt. De tidigare böckerna har Maria Eriksson skrivit tillsammans med författaren Liza Marklund.

## Handling
Efter att ha varit på flykt i 13 år, får Mia Eriksson och barnen äntligen asyl i USA 2003, men familjen är djupt sargad. Vid ett skilsmässogräl avslöjar Mias man Anders hennes djupaste familjehemlighet.
" - Er mamma kommer att lämna er. Hon har redan gjort det förstår ni.

  Anders kalla ögon på mig. Mitt hjärta som stannade.

  - Hon har redan lämnat ett barn i Sverige."
En gång tvingades Mia att svika sitt eget barn. Han är nu vuxen, och vet inte varför mamma försvann.
Frågan är om han vill förlåta. Kommer hon att förlåta sig själv?